# Alpesisí a 2015. évi téli európai ifjúsági olimpiai fesztiválon
A 2015. évi téli európai ifjúsági olimpiai fesztivál alpesisí versenyszámait Liechtenstein Malbun településén rendezték, január 26. és 30-a között.

## Összesített éremtáblázat
| A 2015. évi téli európai ifjúsági olimpiai fesztivál összesített éremtáblázata alpesisíben | A 2015. évi téli európai ifjúsági olimpiai fesztivál összesített éremtáblázata alpesisíben | A 2015. évi téli európai ifjúsági olimpiai fesztivál összesített éremtáblázata alpesisíben | A 2015. évi téli európai ifjúsági olimpiai fesztivál összesített éremtáblázata alpesisíben | A 2015. évi téli európai ifjúsági olimpiai fesztivál összesített éremtáblázata alpesisíben | Olimpia  |
| ------------------------------------------------------------------------------------------ | ------------------------------------------------------------------------------------------ | ------------------------------------------------------------------------------------------ | ------------------------------------------------------------------------------------------ | ------------------------------------------------------------------------------------------ | -------- |
|                                                                                            | Ország                                                                                     | Arany                                                                                      | Ezüst                                                                                      | Bronz                                                                                      | Összesen |
| 1.                                                                                         | Ausztria                                                                                   | 3                                                                                          | 1                                                                                          | 1                                                                                          | 5        |
| 2.                                                                                         | Franciaország                                                                              | 1                                                                                          | 0                                                                                          | 0                                                                                          | 1        |
|                                                                                            | Horvátország                                                                               | 1                                                                                          | 0                                                                                          | 0                                                                                          | 1        |
| 4.                                                                                         | Bulgária                                                                                   | 0                                                                                          | 2                                                                                          | 0                                                                                          | 2        |
| 5.                                                                                         | Norvégia                                                                                   | 0                                                                                          | 1                                                                                          | 0                                                                                          | 1        |
|                                                                                            | Olaszország                                                                                | 0                                                                                          | 1                                                                                          | 0                                                                                          | 1        |
| 7.                                                                                         | Németország                                                                                | 0                                                                                          | 0                                                                                          | 2                                                                                          | 2        |
|                                                                                            | Svájc                                                                                      | 0                                                                                          | 0                                                                                          | 2                                                                                          | 2        |
| 9.                                                                                         | Belgium                                                                                    | 0                                                                                          | 0                                                                                          | 1                                                                                          | 1        |
|                                                                                            |                                                                                            |                                                                                            |                                                                                            |                                                                                            |          |
| Összesen                                                                                   | Összesen                                                                                   | 5                                                                                          | 5                                                                                          | 6                                                                                          | 16       |

## Eredmények

### Férfi
| A 2015. évi téli európai ifjúsági olimpiai fesztivál érmesei férfi alpesisíben |                         |         |                       |         |                           |         |
| Versenyszám                                                                    | Arany                   | Arany   | Ezüst                 | Ezüst   | Bronz                     | Bronz   |
| Műlesiklás                                                                     | Ausztria Raphael Haaser | 1:28.05 | Bulgária Albert Popov | 1:29.51 | Németország Adrian Meisen | 1:29.75 |
| Óriás-műlesiklás                                                               | Ausztria Pascal Fritz   | 1:42.79 | Bulgária Albert Popov | 1:43.07 | Belgium Armand Marchant   | 1:43.21 |

### Női
| A 2015. évi téli európai ifjúsági olimpiai fesztivál érmesei női alpesisíben |                             |         |                              |         |                                                         |         |
| Versenyszám                                                                  | Arany                       | Arany   | Ezüst                        | Ezüst   | Bronz                                                   | Bronz   |
| Műlesiklás                                                                   | Horvátország Leona Popović  | 1:33.67 | Ausztria Katharina Gallhuber | 1:34.20 | Svájc Aline Danioth                                     | 1:34.45 |
| Óriás-műlesiklás                                                             | Franciaország Romane Geraci | 1:49.20 | Olaszország Laura Pirovano   | 1:49.53 | Ausztria Katharina Liensberger · Svájc Mélanie Meillard | 1:49.98 |

### Vegyes
| A 2015. évi téli európai ifjúsági olimpiai fesztivál vegyes paralel-verseny érmesei alpesisíben | | | |
| Versenyszám                                                                                     | Arany | Ezüst | Bronz |
| Vegyes paralel- csapatverseny                                                                   | Ausztria · Franziska Gritsch · Katharina Liensberger · Julia Scheib · Pascal Fritz · Fabio Gstrein · Raphael Haaser | Norvégia · Marte Edseth Berg · Vilde Brakestad · Kajsa Vickhoff Lie · Odin Vassbotn Breivik · Joachim Jagge Lindstøl · Olav Engelhardt Sanderberg | Németország · Martina Ostler · Julia Pronnet · Lucia Rispler · Ferdinand Dorsch · Joel Kohler · Adrian Meisen |